# Ferrari F2001
Der Ferrari F2001 war der 34. Formel-1-Rennwagen der Scuderia Ferrari. Er nahm an allen 17 Rennen der Formel-1-Saison 2001 sowie den ersten drei Rennen der Formel-1-Saison 2002, teil und wurde von einem V10-Motor von Ferrari angetrieben. Mit diesem Rennwagen verteidigte Michael Schumacher seinen Weltmeistertitel sowie Ferrari die Konstrukteurswertung.

## Technik

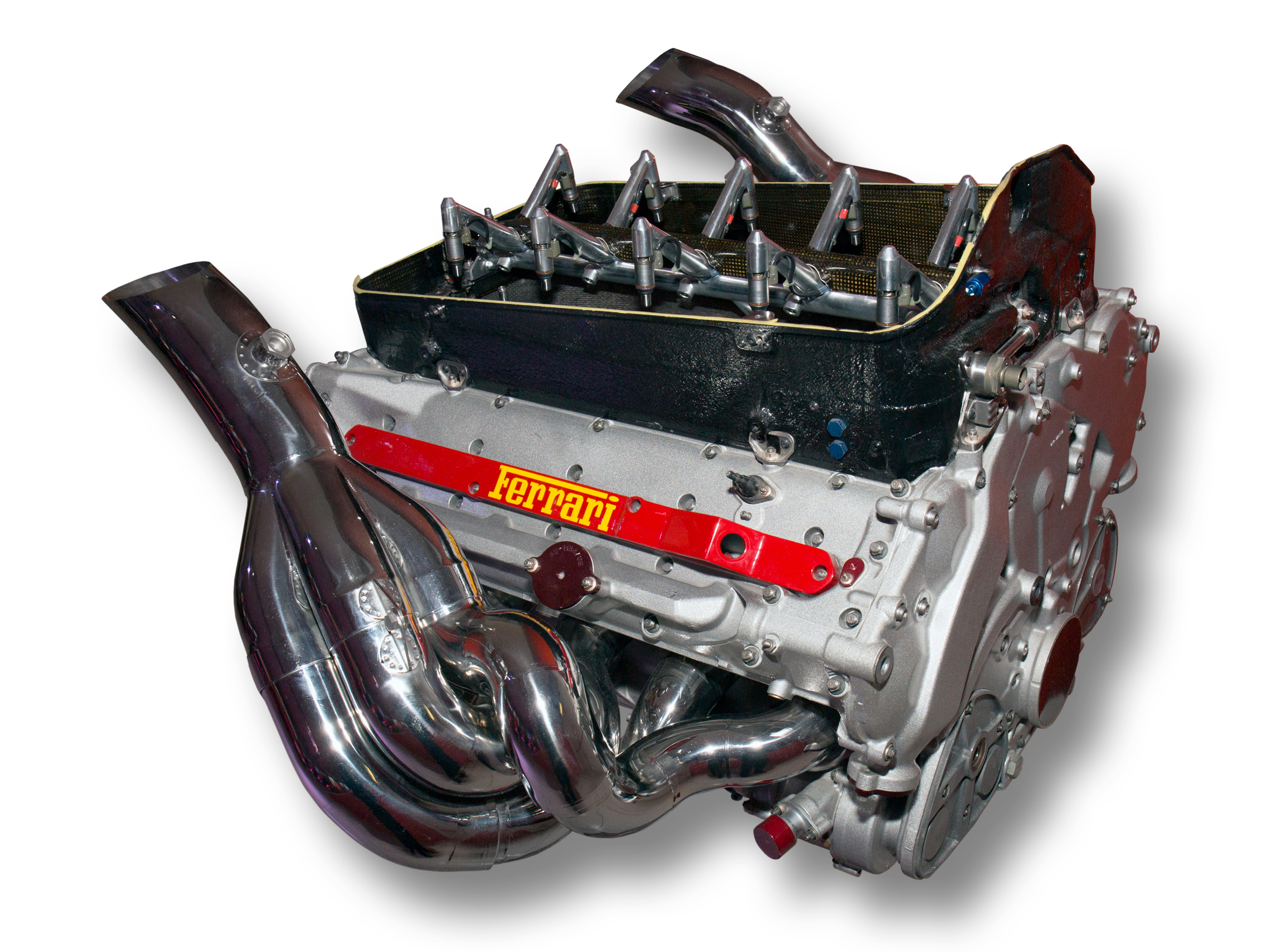
Ferrari-Typ-050-Motor

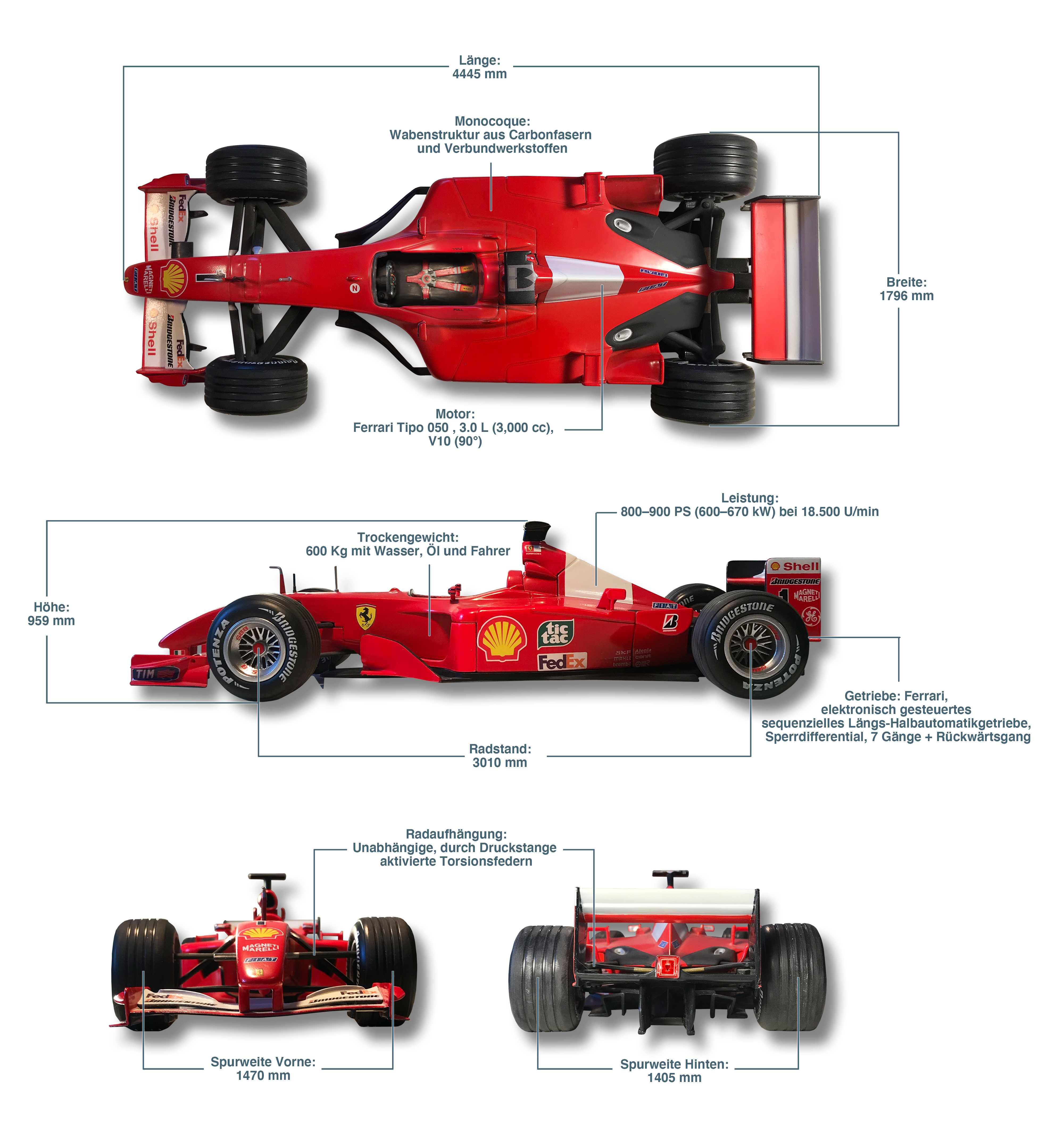
Basis-Informationen zum Ferrari F2001 anhand eines 1:18 Modellautos

Der F2001 wurde für die zu Saisonbeginn vorgeschriebenen Änderungen im Reglement entwickelt, die eine höher montierte Frontflügelpartie vorschreiben, um den Abtrieb zu verringern. Dies führte zu dem markanten „Droopsnoot“-Nasenbereich (was sich im Deutschen vielleicht am besten mit „Hängenase“ übersetzen lässt) und einem neuartigen, löffelförmigen Frontflügel. In dieser Saison wurden auch die Traktions- und Startkontrollsysteme wieder eingeführt, weshalb das Auto und sein Fahrwerk unter Berücksichtigung dieser Kriterien konstruiert wurden.
Ferrari verbaute wieder die vom Team bereits 1998 entwickelten Periskop-Auspuffanlagen und die kleinen Bargeboards (Seitenflügel), die schon ein Merkmal der Vorgängermodelle waren. Der F2001 war mit dem gleichen Getriebe wie seine Vorgänger ausgestattet. Die aerodynamische Effizienz und der Reifenverschleiß wurden jedoch gegenüber dem F300 (1998), F399 (1999) und F1-2000 (2000) erheblich verbessert.
Das Abstimmen der Autos auf die jeweiligen Strecken gestaltete sich einfacher und schneller als bei den Konkurrenten McLaren MP4-16 und Williams FW23. Der Ferrari war auch im Motorenbereich deutlich zuverlässiger als seine Konkurrenten.

## Lackierung und Sponsoring
Der F2001 war, wie seine Vorgänger seit 1997 auch, in einem helleren Rot, als das klassische Rosso Corsa lackiert. Der Hauptsponsor war der Zigarettenhersteller Philip Morris mit seiner Marke Marlboro. Das zu dieser Zeit nicht weltweit gültige Tabakwerbeverbot in der F1, zwang die Teams bei einigen Rennen in Ländern, in denen das Verbot schon griff, auf teilweise recht kreative Änderungen der bestehenden Brandings auszuweichen.
Kleinere Sponsorenflächen gehörten Tic Tac, FedEx, Magneti Marelli, General Electric und TIM. Zudem waren auch Shell und der Reifenlieferant Bridgestone als Sponsor vertreten.
Am Wochenende direkt nach den Terroranschlägen vom 11. September verzichtete Ferrari für den Großen Preis von Italien als Zeichen der Anteilnahme auf jegliche Sponsorenwerbung. Die Fahrzeuge waren einfarbig rot lackiert, die Fahreranzüge ohne Aufnäher. Lediglich die Fahrzeugnase war in Gedenken an die Opfer und aus Anteilnahme schwarz lackiert.

## Fahrer
Das Fahrerduo Michael Schumacher und Rubens Barrichello änderte sich nicht. Zudem wurde keiner der beiden Fahrer in einem Rennen durch einen anderen Fahrer ersetzt. Einziger Testfahrer war Luca Badoer.

## Saison 2001
Der F2001 war das dominierende Fahrzeug der Saison 2001. Mit ihm wurden 9 Siege eingefahren (alle von Schumacher), davon 3 Doppelsiege. In jedem Rennen war mindestens ein Fahrer auf dem Podest, sechsmal standen Schumacher und Barrichello gemeinsam auf dem Podium, und bei drei Rennen gelangen Doppelsiege.
Neben seiner Schnelligkeit zeichnete sich der F2001 auch durch seine Zuverlässigkeit aus. Lediglich sechsmal kam einer der Piloten nicht ins Ziel (zweimal Schumacher, viermal Barrichello), wobei Barrichello beim Großen Preis der USA erst in der vorletzten Runde ausfiel, aber noch als 15. gewertet wurde. Zuverlässiger war in dieser Saison lediglich Jean Alesi, der als Fahrer für Prost und Jordan in allen Rennen nur ein einziges Mal ausfiel.

## Saison 2002
Ferrari startete mit dem F2001 in die Saison 2002. Bei den ersten beiden Rennen fuhren beide Fahrer noch das Vorjahresmodell. Beim dritten Rennen wechselte Schumacher bereits auf den F2002, Barrichello wechselte erst ein Rennen später auf den neuen Boliden.

## Ergebnisse
| Fahrer               | Nr.                  | 1   | 2   | 3   | 4   | 5   | 6 | 7 | 8   | 9 | 10 | 11 | 12  | 13 | 14 | 15 | 16  | 17 | Punkte  | Rang |
| -------------------- | -------------------- | --- | --- | --- | --- | --- | - | - | --- | - | -- | -- | --- | -- | -- | -- | --- | -- | ------- | ---- |
| Formel-1-Saison 2001 | Formel-1-Saison 2001 |     |     |     |     |     |   |   |     |   |    |    |     |    |    |    |     |    | 179     | 1.   |
| M. Schumacher        | 1                    | 1   | 1   | 2   | DNF | 1   | 2 | 1 | 2   | 1 | 1  | 2  | DNF | 1  | 1  | 4  | 2   | 1  | 179     | 1.   |
| R. Barrichello       | 2                    | 3   | 2   | DNF | 3   | DNF | 3 | 2 | DNF | 5 | 3  | 3  | 2   | 2  | 5  | 2  | 15* | 5  | 179     | 1.   |
| Formel-1-Saison 2002 | Formel-1-Saison 2002 |     |     |     |     |     |   |   |     |   |    |    |     |    |    |    |     |    | 221/14¹ | 1.   |
| M. Schumacher        | 1                    | 1   | 3   |     |     |     |   |   |     |   |    |    |     |    |    |    |     |    | 221/14¹ | 1.   |
| R. Barrichello       | 2                    | DNF | DNF | DNF |     |     |   |   |     |   |    |    |     |    |    |    |     |    | 221/14¹ | 1.   |

| Legende  | Legende            | Legende                                                          |
| Farbe    | Abkürzung          | Bedeutung                                                        |
| -------- | ------------------ | ---------------------------------------------------------------- |
| Gold     | –                  | Sieg                                                             |
| Silber   | –                  | 2. Platz                                                         |
| Bronze   | –                  | 3. Platz                                                         |
| Grün     | –                  | Platzierung in den Punkten                                       |
| Blau     | –                  | Klassifiziert außerhalb der Punkteränge                          |
| Violett  | DNF                | Rennen nicht beendet (did not finish)                            |
| Violett  | NC                 | nicht klassifiziert (not classified)                             |
| Rot      | DNQ                | nicht qualifiziert (did not qualify)                             |
| Rot      | DNPQ               | in Vorqualifikation gescheitert (did not pre-qualify)            |
| Schwarz  | DSQ                | disqualifiziert (disqualified)                                   |
| Weiß     | DNS                | nicht am Start (did not start)                                   |
| Weiß     | WD                 | zurückgezogen (withdrawn)                                        |
| Hellblau | PO                 | nur am Training teilgenommen (practiced only)                    |
| Hellblau | TD                 | Freitags-Testfahrer (test driver)                                |
| ohne     | DNP                | nicht am Training teilgenommen (did not practice)                |
| ohne     | INJ                | verletzt oder krank (injured)                                    |
| ohne     | EX                 | ausgeschlossen (excluded)                                        |
| ohne     | DNA                | nicht erschienen (did not arrive)                                |
| ohne     | C                  | Rennen abgesagt (cancelled)                                      |
| ohne     | keine WM-Teilnahme |                                                                  |
| sonstige | P/fett             | Pole-Position                                                    |
| sonstige | 1/2/3/4/5/6/7/8    | Punktplatzierung im Sprint-/Qualifikationsrennen                 |
| sonstige | SR/kursiv          | Schnellste Rennrunde                                             |
| sonstige | *                  | nicht im Ziel, aufgrund der zurückgelegten Distanz aber gewertet |
| sonstige | ()                 | Streichresultate                                                 |
| sonstige | unterstrichen      | Führender in der Gesamtwertung                                   |

¹ Von den 221 insgesamt in dieser Saison erzielten Punkten wurden mit dem F2001 14 Punkte erzielt. Die restlichen 207 Punkte wurden mit dem F2002 eingefahren.

## Trivia
Bei einer Auktion von Sotheby’s im November 2017 wurde der Ferrari F2001 mit der Chassisnummer 211 für 7,5 Millionen US-Dollar (= ca. 6,4 Millionen Euro) versteigert. Michael Schumacher gewann mit diesem Fahrzeug den Großen Preis von Monaco und errang seinen vierten Weltmeistertitel beim Großen Preis von Ungarn.

## Galerie

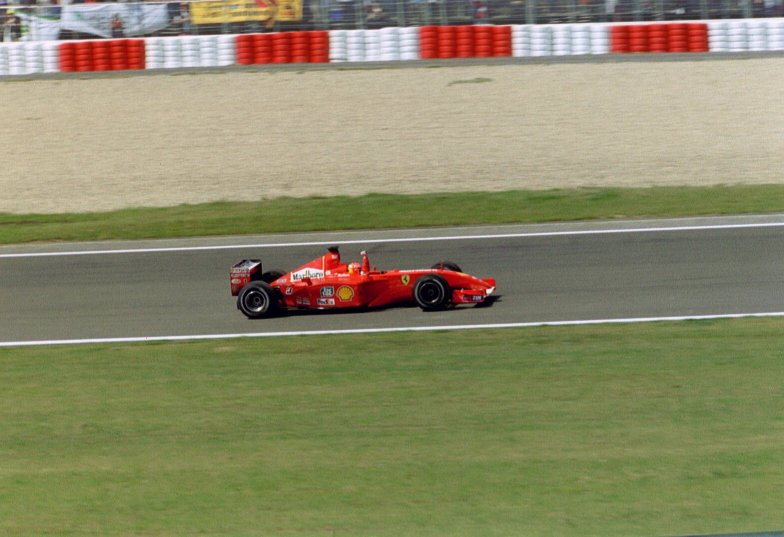
Michael Schumacher beim Großen Preis von Europa 2001
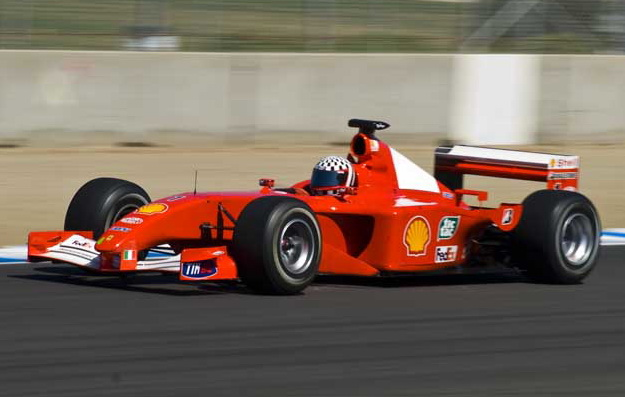
Ferrari F2001 auf dem Laguna Seca Raceway
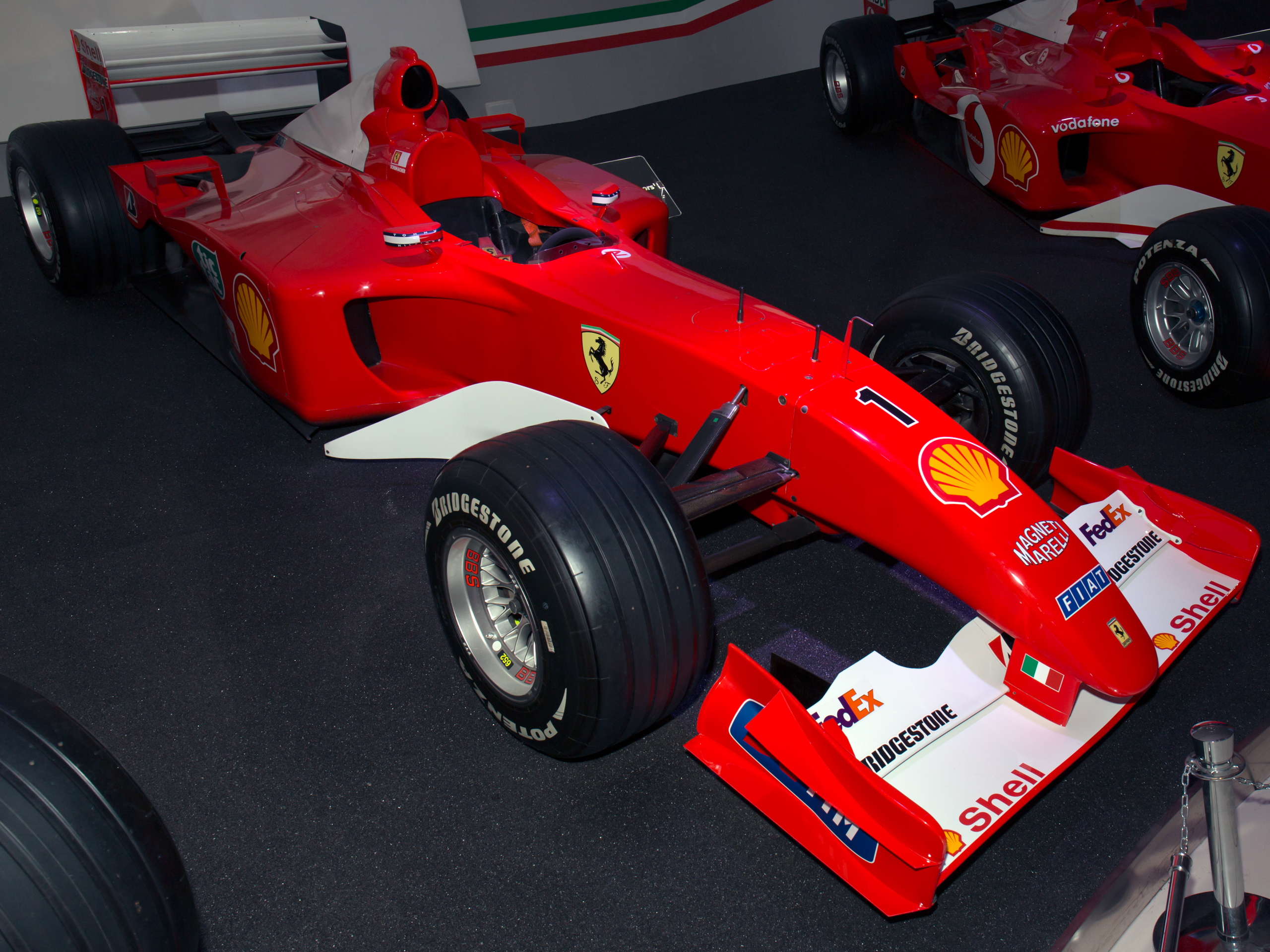
Ferrari F2001 (Museo Ferrari, Maranello)
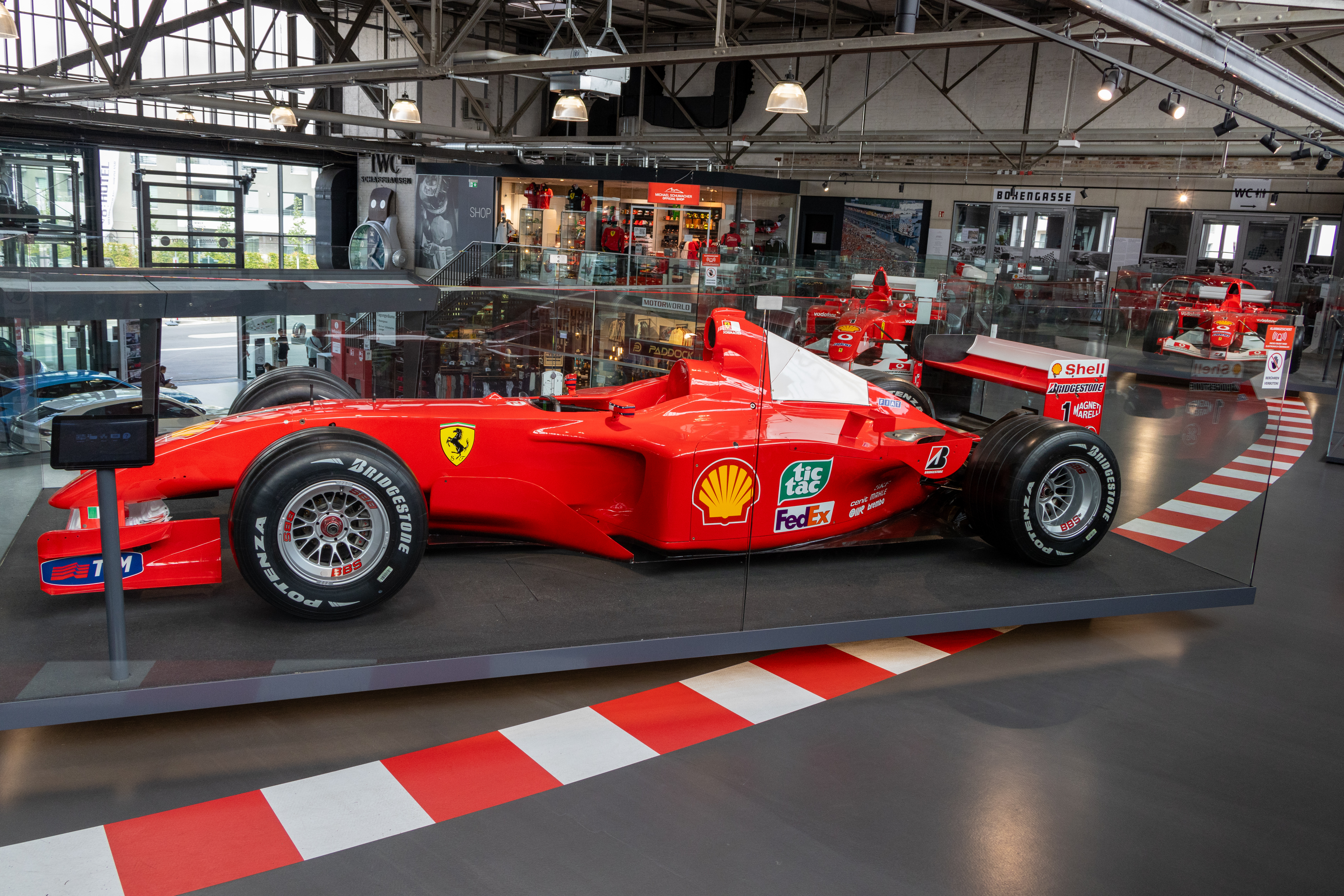
Ferrari F2001 (Michael Schumacher Private Collection, Motorworld Köln)